# 四氯合鋅(II)酸根離子

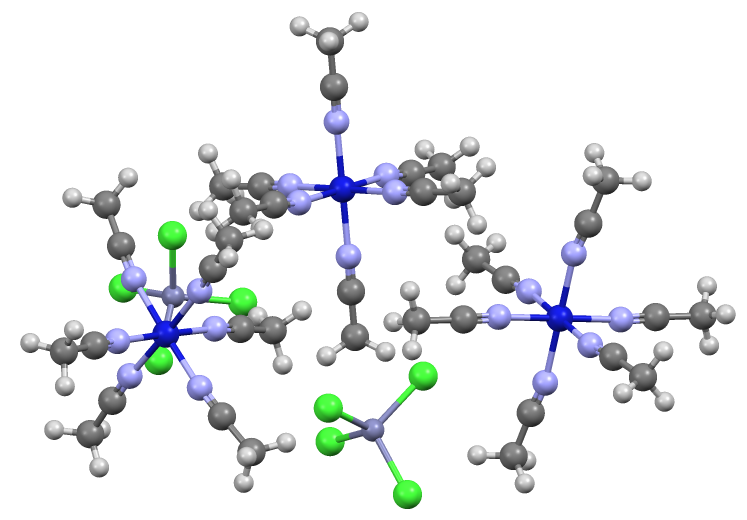
六乙腈合鎳(II)離子([Ni(MeCN)_{6}]^{2+})的四氯鋅酸盐（ZnCl_{4}^{2−}）之晶体结构的一部分。

四氯化锌(II)酸根離子是一种具有[ZnCl4] 2−的阴离子。这是一种常和强亲电试剂结合使用的抗衡离子。因為四氯锌酸根为双阴离子，所以其並未被归类为弱配位阴离子。另一方面，四氯锌酸根为双阴离子，有助于许多衍生鹽的结晶。此離子結構是四面体，主要是因為锌(II)酸根離子是陰离子锌錯合物，而鋅錯合物常為四面體結構。
此錯陰離子與卢卡斯试剂的制备有关，四氯合锌(II)酸根離子通常是通过将盐酸和氯化锌混合而生成的。
一個相關的陰离子是[Zn2Cl6]2- (四氯二-μ-氯合二鋅(II)酸根離子)，其中二價鋅離子仍采用四面体几何形状來配位。

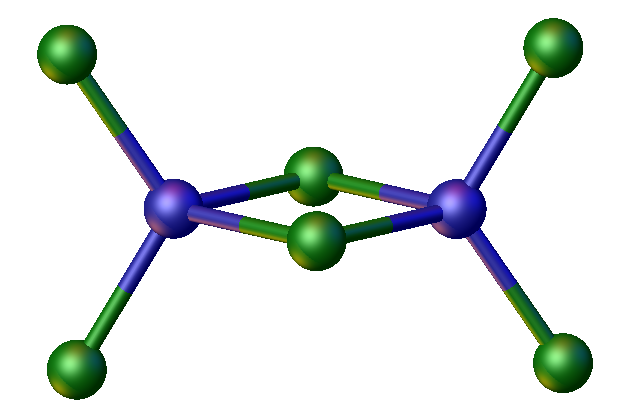
[Zn_{2}Cl_{6}]^{2−}的結構。